# Tiburcio Mena Osorio
Tiburcio Mena Osorio fue un educador mexicano nacido en 1862 en Valladolid, Yucatán y fallecido en Izamal, Yucatán, en 1945.
Fundó en la localidad de Sitilpech, en el municipio de Izamal, una escuela denominada Perseverancia que funcionó durante 40 años, desde 1888 hasta su cierre en 1928, como ejemplo de escuela rural que se anticipó al movimiento racionalista que más tarde se pondría en boga en Yucatán y en buena parte de México.
Tiburcio Mena fue padre de José de la Luz Mena Alcocer, el mayor exponente de la escuela racionalista en México, habiéndolo él introducido a la pedagogía y en buena medida a los principios y postulados del racionalismo.

## Trayectoria profesional
De cuna muy humilde, los únicos maestros que tuvo durante su infancia en Valladolid (Yucatán) fueron Rodolfo y Antonio Menéndez de la Peña. D. Rodolfo casó con su hermana Flora, llevándoselo a vivir a Izamal. Ahí, Tiburcio Mena consiguió una plaza como maestro rural y un tiempo más tarde, fundó en la pequeña comisaría izamaleña de Sitilpech una escuela activa que llamó "Perseverancia", a la que dedicó buena parte de su vida.
Esta escuela fue ampliamente reconocida tanto en la región como en todo el estado de Yucatán, por sus métodos de enseñanza modernos que de alguna manera anticiparon a los de la escuela racionalista que su hijo, José de la Luz Mena, habría de impulsar durante los años del socialismo de Yucatán, entre 1915 y 1922. Utilizó los centros de trabajo de la zona, tales como las unidades fabriles de la agroindustria henequenera, los talleres mecánicos de los mismos, los huertos de las haciendas circunvecinas, los talleres de carpintería de la zona, entre otros, como recintos escolares, haciendo a sus alumnos participar de las experiencias laborales para su formación fundamental y dejando el aula académica, solamente para fines de la recapitulación de las enseñanzas recibidas.
Sus métodos llamaron la atención de las autoridades obteniendo reconocimiento de personalidades como Salvador Alvarado, quien fue gobernador del estado de 1915 a 1918, y del propio Felipe Carrillo Puerto, líder obrero y campesino y más tarde, también gobernador de Yucatán. El mismo general Lázaro Cárdenas del Río, en alguna de sus visitas a Yucatán, quiso conocer los sistemas empleados por Tiburcio Mena en su escuela. En la "Perseverancia" tuvo alumnos que más tarde descollarían en diversos ámbitos, tanto en Yucatán, como en México. Fue el caso de su propio hijo, José de la Luz Mena; de Miguel Ángel Menéndez, escritor laureado nacionalmente; Ricardo López Méndez, "el Vate", poeta yucateco; Víctor Mena Palomo, maestro y gobernador de Yucatán; Arturo Cisneros Canto, abogado y político izamaleño; entre otros.
Tiburcio Mena fue regidor del Ayuntamiento de Izamal y más tarde su Presidente Municipal. Practicó la masonería dentro del rito escocés.

## Reconocimientos
El nombre del maestro Mena Osorio quedó perpetuado mediante su atribución a varias escuelas tanto en el estado de Yucatán como en otras entidades federativas, reconociéndole como un educador de excepción.